# Viên kim cương Jacob
Viên kim cương Jacob, còn được gọi là Viên kim cương Hoàng gia hoặc Victoria, là một viên kim cương không màu đến từ các mỏ kim cương Golconda, Ấn Độ được xếp hạng là viên kim cương được đánh bóng lớn thứ 5 trên thế giới. Nizam cuối cùng của Nhà nước Hyderabad là Mir Osman Ali Khan, đã tìm thấy viên kim cương ở mũi giày của cha mình (Mahboob Ali Khan) tại Cung điện Chowmahalla và sử dụng nó làm vật chặn giấy trong một thời gian dài. Nó được Chính phủ Ấn Độ mua với giá ước tính 13 triệu USD vào năm 1995. Nó được cắt theo hình chữ nhật, có 58 mặt và có kích thước dài 39,5 mm (1,56 in), rộng 29,25 mm (1,152 in) và sâu 22,5 milimét (0,89 in). Viên kim cương nặng 184,75 carat (36,90 g). Hiện tại, nó được lưu giữ tại kho tiền của Ngân hàng Dự trữ Ấn Độ ở Mumbai. Là một phần của triển lãm bộ trang sức của Nizam năm 2001 và 2007, Viên kim cương Jacob là điểm thu hút lớn tại Bảo tàng Salar Jung, Hyderabad.

## Lịch sử
Trước khi được gửi đến châu Âu để cắt, viên kim cương thô ban đầu được cho là nặng hơn 400 carat (80 g).
Viên kim cương được Alexander Malcolm Jacob rao bán vào năm 1891, và từ đó viên kim cương được đặt tên Jacob. Nó được dâng cho Mahboob Ali Khan (vị Nizam thứ VI của Nhà nước Hyderabad). Ban đầu, Nizam không quan tâm đến viên kim cương và chỉ đưa ra mức giá 40 lakh (4 triệu rupee) cho nó. Nizam được yêu cầu đặt cọc một cách thiện chí nếu ông thực hiện giao dịch. Những người thợ cắt đá quý ở châu Âu không thích lời đề nghị này nhưng buộc phải ra tòa khi họ không biết số tiền đặt cọc của Nizam. Cuối cùng, Nizam đã được trao viên kim cương với gần một nửa mức giá mà chính Nizam đề nghị ban đầu, 23 lakh (2,3 triệu rupee, khoảng 50.000 USD theo tỷ giá năm 2005) khi vụ việc được giải quyết. Vỡ mộng trước quá trình này và lúc đó ông xem viên kim cương là không may mắn, Nizam đã bọc nó trong vải và giấu nó đi.
Vài năm sau cái chết của cha mình, Nizam thứ VII là Mir Osman Ali Khan, đã tìm thấy viên kim cương Jacob ở mũi giày của cha mình tại Cung điện Chowmahalla, và bản thân ông đã sử dụng nó làm đồ chặn giấy trong một thời gian dài cho đến khi giá trị thực sự của viên kim cương được nhận ra. Sau đó, gia đình Nizam muốn bán viên kim cương Jacob cùng với những đồ trang sức khác, nhưng Chính phủ Ấn Độ đã ngăn chặn việc mua bán với lý do những viên đá quý này là báu vật quốc gia không thể bán cho người nước ngoài.
Sau nhiều vụ kiện tụng, viên kim cương đã được Chính phủ Ấn Độ mua từ quỹ tín thác của Nizam với giá ước tính khoảng 13 triệu USD vào năm 1995, cùng với các viên ngọc khác của Nizam, và được cất giữ tại kho tiền của Ngân hàng Dự trữ Ấn Độ ở Mumbai. Viên kim cương Jacob cùng với đồ trang sức của Nizam được truyền lại bởi con cháu của ông bao gồm Himayat Ali Mirza và Mukaffam Jah.
Được trưng bày như một phần của triển lãm đồ trang sức của nizam năm 2001 và 2007, viên kim cương Jacob là một điểm thu hút lớn tại Bảo tàng Salar Jung, Hyderabad.

## Vụ kiện liên quan đến việc bán viên kim cương Jacob
Việc bán viên kim cương Jacob cho Mir Mahbub Ali Khan, Nizam thứ VI xứ Hyderabad, được coi là một trong những người giàu nhất thế giới lúc đó, đã hủy hoại Jacob. Anh ta bị đưa ra xét xử vì tội lừa đảo và chỉ được trắng án sau một phiên tòa kéo dài tại Tòa án Tối cao Calcutta. Jacob không thể lấy được số tiền của mình vì tòa án không có thẩm quyền đối với các Phiên quốc bản địa Ấn Độ. Cũng không có cơ chế nào để lấy lại viên kim cương. Cuộc tranh cãi về việc bán hàng đã khiến Jacob mất đi khách hàng của mình. Chi phí pháp lý và tình trạng vỡ nợ của các nhà cai trị phiên quốc khác đã khiến ông bị phá sản, sau đó Jacob rời Simla đến Bombay vào cuối năm 1901.